# Філоненко-Камаєва Анна Федорівна
Анна Федорівна Філоненко, до шлюбу Камаєва; 1918—1998) — російська шпигунка. Учасниця німецько-радянської війни, брала участь в обороні Москви і партизанському русі. У 1944—1960 роках разом з чоловіком Михайлом Філоненком перебувала на нелегальній роботі за кордоном в країнах Азії, Південної Америки, а також в США і Португалії. Підполковник запасу. 
Володіла іспанською, португальською та чеською мовами. Була консультанткою телесеріалу «Сімнадцять миттєвостей весни», вважається прототипом кінообразу «російської радистки» Кет.

## Біографія
Народилася 28 листопада 1918 року в селі Татищеве, Верейського повіту Московської губернії в багатодітній селянській родині.
Закінчила семирічну школу, потім навчалася в фабрично-заводському училищі, де вивчала мистецтво ткацької майстерності. Трудову діяльність розпочала в 1934 році на комбінаті «Червона троянда»: стала ученицею, а потім ткалею і змінною операторкою цеху. Стала стахановкою, обслуговувала відразу кілька верстатів.
У вересні 1938 року Камаєва була направлена по комсомольському набору в органи державної безпеки СРСР.
У 1941 році, в період оборони Москви, була задіяна в спецзаходах НКВС, а також готувалася до роботи в підпіллі на випадок здачі столиці ворогу. У 1942 році закінчила Свердловську міжкрайову школу НКВС СРСР, в 1947 році — курси іноземних мов при СШ МДБ СРСР.
У 1944—1946 роках перебувала в спецвідрядженні в Мексиці. У 1947 році була зарахована на спецпідготовку. Починаючи з 1948 року, регулярно виїжджала з чоловіком за кордон для роботи по лінії нелегальної розвідки.
З січня 1954 року по липень 1960 року також ще разом з чоловіком була на нелегальному становищі в Латинській Америці, де займалася оперативно-технічними питаннями. В її службовій характеристиці було відзначено: «Під час оперативних ускладнень Філоненко А. Ф., маючи трьох дітей, проявляла велику витримку і самовладання, стійко переносила всі тяготи роботи в особливих умовах».
Двох молодших дітей народила, перебуваючи на нелегальному становищі — в Китаї і Латинській Америці.
У 1960 році в зв'язку з важким захворюванням чоловіка була відкликана до СРСР. У 1963 році в званні майор звільнена в запас.
Померла 18 червня 1998 року.

### Сім'я
- Філоненко Михайло Іванович (1917—1982) — 1 жовтня 1946 року одружилася з працівником МДБ ПГУ СРСР.
- У сім'ї було троє дітей: Павло (народився в Москві), Марія (народилася в Китаї) та Іван (народився в Бразилії)[5].

## Нагороди
- Нагороджена орденами Орден Вітчизняної війни і Червоної Зірки, двома медалями «За бойові заслуги», а також медалями «За оборону Москви», «Партизанові Вітчизняної війни», «За перемогу над Німеччиною у Великій Вітчизняній війні 1941—1945 рр.», «Ветеран Збройних Сил СРСР», «За бездоганну службу», та іншими медалями, нагрудним знаком «Заслужений працівник НКВС» та «Почесний співробітник держбезпеки».